# 007 카지노 로얄 (2006년 영화)
《007 카지노 로얄》(Casino Royale)은 제임스 본드 시리즈의 21번째 영화이다. 이언 플레밍의 1953년 소설 카지노 로얄이 원작이다. 다니엘 크레이그가 제임스 본드 역할을 맡는다. 카지노 로얄과 내용이 이어지는 후속편인 007 퀀텀 오브 솔러스가 영국에서 2008년 10월 31일에 개봉하였다.

## 줄거리
MI6 요원 제임스 본드는 프라하에서 MI6 섹션 수장 드라이든과 그의 연락책을 암살하여 "살인 면허"와 007 요원 지위를 얻는다. 우간다에서 미스터 화이트는 신의 저항군의 사령관 스티븐 오반노를 테러리스트들의 개인 은행가인 르 시프에게 소개한다. 오반노는 르 시프에게 1억 달러를 투자하도록 맡긴다. 르 시프는 항공우주 제조업체 스카이플릿에 대한 예정된 테러 공격 정보를 이용하여 회사 주식을 공매도한다.
마다가스카르에서 본드는 폭탄 제조범 몰라카를 생포한 후 살해하는 과정에서 대사관을 파괴한다. MI6 국장 M은 본드가 국제적인 사건을 일으키고 몰라카를 생포하라는 명령을 무시한 것에 대해 질책한다. 몰라카의 휴대폰 정보는 본드를 바하마로 이끌고, 르 시프의 요청으로 스카이플릿의 시제품 여객기를 폭파하도록 몰라카를 고용한 부패한 그리스 관료 알렉스 디미트리오스에게 도달한다. 포커 게임에서 디미트리오스의 애스턴 마틴 빈티지 자동차를 따내고 그의 아내 솔랑주를 유혹한 후, 본드는 디미트리오스를 마이애미까지 추격한다. 본드는 디미트리오스의 공격을 물리치고 그를 살해한다. 공항에서 본드는 디미트리오스가 새로 고용한 폭탄 제조범을 추적하여 스카이플릿 여객기의 파괴를 막는다. 스카이플릿 주식이 안전해지면서 르 시프는 오반노의 돈을 잃는다. 테러 음모가 유출되었다는 것을 깨달은 르 시프는 솔랑주를 고문하여 죽인다.
르 시프는 고객들의 돈을 되찾기 위해 몬테네그로의 카지노 로얄에서 텍사스 홀덤 토너먼트를 개최한다. MI6는 르 시프가 고객에 대한 정보와 교환하여 영국 정부에 망명을 요청하도록 강요할 것이라고 믿고, 요원들 중 최고의 포커 플레이어인 본드를 토너먼트에 참가시킨다. 본드는 천만 달러의 참가비를 감독하는 영국 재무부 요원 베스퍼 린드와 짝을 이룬다. 그들은 몬테네그로에서 그들의 연락책인 프랑스 비밀 정보국 요원 르네 마티스를 만난다. 돈을 잃어 분노한 오반노는 르 시프를 위협하지만, 돈을 되찾기 위해 계속 플레이하도록 허락한다. 오반노와 그의 보디가드는 본드를 공격하고, 본드는 둘 다 죽인다. 르 시프가 자신의 버릇에 대해 정보를 얻은 후 본드는 천만 달러를 잃는다. 베스퍼는 본드가 계속 플레이할 수 있도록 5백만 달러 추가 승인을 거부하지만, 동료 플레이어이자 중앙정보국 요원 펠릭스 라이터는 르 시프를 CIA가 체포하도록 허락하는 대가로 본드에게 돈을 건다. 르 시프의 연인 발렌카는 본드의 음료에 독을 타지만 베스퍼가 그를 구한다. 본드는 게임으로 돌아와 토너먼트에서 우승한다. 르 시프는 본드를 덫에 걸기 위해 베스퍼를 납치하여 버려진 배로 데려간다. 그는 본드가 상금 은행 계좌의 비밀번호를 밝히도록 고문하지만 본드는 저항한다. 미스터 화이트가 난입하여 르 시프를 죽이지만, 본드와 베스퍼는 살려준다.
본드는 병원에서 깨어나 베스퍼와 함께 회복한다. 그는 마티스가 르 시프에게 정보를 주었다고 믿고 그를 체포한다. 본드는 베스퍼와 사랑에 빠지고 MI6에서 사임하며, 두 사람은 베네치아로 항해한다. M이 그의 상금이 영국 재무부로 송금되지 않았다는 것을 밝히자, 본드는 베스퍼가 자신을 배신했다는 것을 깨닫는다. 그는 그녀를 돈이 교환되는 곳까지 추적하고, 그곳에서 총잡이들이 그를 발견하고 그녀를 대형 부유 장치에 의해 지탱되고 있는 수리 중인 텅 빈 베네치아 궁전 안으로 납치한다. 본드는 부유 장치를 파괴하여 궁전이 기울어지고 카날 그란데로 가라앉게 만들고, 총잡이들을 죽인다. 베스퍼는 오래된 엘리베이터 우리 안에 갇히고, 그것은 잠긴다. 본드는 그녀를 구하기 위해 운하로 뛰어들지만, 그녀는 본드를 막기 위해 스스로를 가둔다. 본드는 나중에 그녀를 소생시키려 하지만 실패하고, 미스터 화이트는 돈과 함께 탈출한다.
본드가 임무에 복귀하자 M은 르 시프 뒤에 있는 조직이 베스퍼의 연인을 죽이겠다고 위협하여 그녀가 이중 스파이가 되도록 했다고 알려준다. 본드가 베스퍼를 배신자라고 비난하자 M은 그녀가 본드의 생명과 상금을 교환하여 화이트와 거래했을 것이라고 추론한다. 베스퍼가 자신을 돕기 위해 휴대폰을 남겼다는 것을 깨달은 본드는 연락처를 확인하고 코모호의 한 저택에서 미스터 화이트의 위치를 알아낸다. 그는 화이트의 다리에 총을 쏘고 자신을 소개한다: "내 이름은 본드, 제임스 본드입니다."

## 출연
- 다니엘 크레이그 - 제임스 본드
- 에바 그린 - 베스퍼 린드
- 카테리나 무리노 - 솔랑게
- 이바나 밀리체비치 - 발렌카
- 주디 덴치 - M
- 매즈 미켈슨 - 르쉬프
- 제프리 라이트 - 펠릭스 라이터
- 지안카를로 지아니니 - 르네 매티스
- 세바스티앵 푸캉 - 몰라카
- 시몽 아브카리앙 - 디미트리오스
- 이자크 드 방콜레 - 스티븐 오바노
- 제스퍼 크리스텐센 - 미스터 화이트
- 클라우디오 산타마리아 - 카를로스
- 리처드 새멀 - 게틀러
- 저우차이친 - 마담 우

## 등장하는 무기들
- 베니스에서 악당들이 사용하는 기관단총은 HK UMP9이다.
- 마지막 장면에서 본드가 사용하는 기관단총은 HK UMP9이다.

## 같이 보기
- 007 카지노 로얄 (1967년 영화)

## 내용주
1. ↑  2008년 영화 007 퀀텀 오브 솔러스에서 퀀텀으로 밝혀졌으며, 이는 2015년 동명의 영화에서 스펙터의 자회사로 밝혀진다